# Avenir Foot Lozère
Pour les articles homonymes, voir AFL.
Maillots
L'Avenir Foot Lozère est un club de football français, basé à Mende et fondé en 1920 sous le nom d'Éveil mendois football.
L’Éveil mendois passe de nombreuses années dans les divisions régionales de la Ligue du Languedoc-Roussillon, avant de percer pour la première fois au niveau national en devenant champion du Languedoc en 2000, ce qui lui permet de monter pour la première fois de son histoire en CFA 2. Après deux saisons à ce niveau, le club connait des difficultés sportives, puis financières et après un retour en Division d'Honneur, il dépose le bilan en 2004. Il s'associe avec l'ASC Valdonnez pour devenir l'Avenir Foot Lozère.
Le club évolue en National 3 à compter de la saison 2016-2017 après avoir remporté le championnat de Division d'Honneur du Languedoc-Roussillon en 2016. Il sera rétrogradé en Régional 1 (DH) en 2018.
Les matchs ont lieu principalement au stade Jean-Jacques Delmas, anciennement appelé stade du Chapitre.

## Histoire

### L'Éveil mendois football

#### Les débuts
L'Éveil mendois football est fondé en 1920 et rejoint la toute nouvelle Ligue du Sud-Est où il retrouve ses voisins languedociens du FC Cette, du SC Nîmois, du SO Montpelliérain, puis l'Olympique Alaisien en 1923.
Le club fait ses débuts sur le terrain municipal du champ de foire, au sud de la ville, qui prendra ensuite le nom de place du Foirail. Cependant, Paulin Daudé-Gleize, maire de Mende, souhaite faire planter des arbres au Foirail. Le club déménage alors plus à l'est, du côté du moulin de la Vernède.
En 1937, sous la présidence de René Peytavin, l'Éveil intègre le championnat Gard-Lozère, l'année où est créé ce nouveau district.
Aux prémices de la Seconde Guerre Mondiale, Mende accueille de nombreux réfugiés, principalement espagnols. Certains sont alors installés dans des baraquements de fortune sur le terrain de la Vernède. La mairien sous l'impulsion d'Henri Bourillon acquiert le terrain de monsieur Oziol, entre l'avenue de Mirandol et le Lot, à la sortie Est de la ville afin d'y installer un terrain de football loin d'éventuels riverains. L'Éveil s'installe sur son nouveau terrain en 1942. En 1948, le stade se dote de tribunes du côté de la route, notamment grâce à une souscription publique. Le stade prend alors le nom de stade Henri Bourrillon, du nom de l'ancien maire mort en déportation. Toutefois, il est plus fréquemment appelé stade de Mirandol.

#### Un premier passage en DH

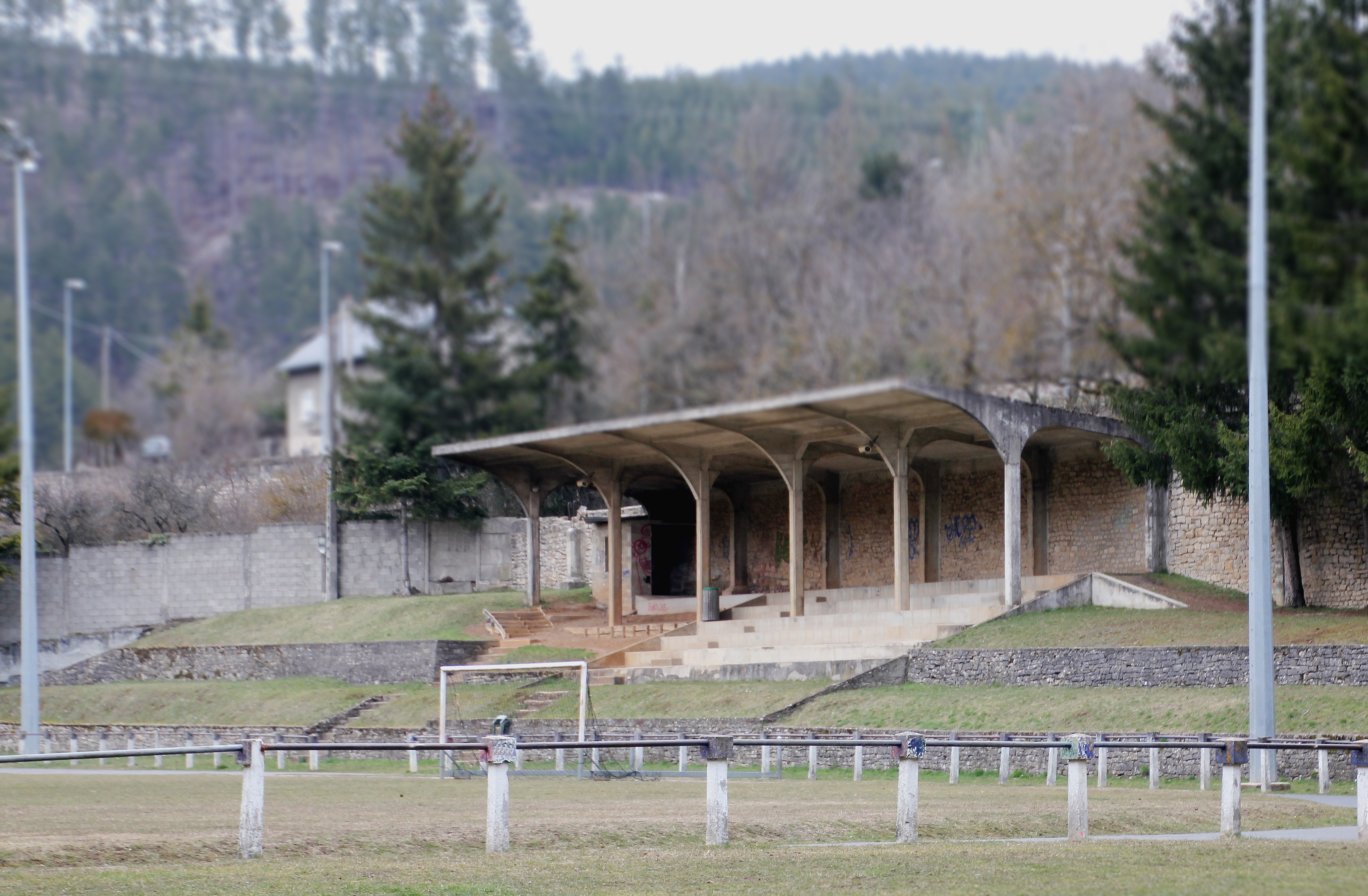
Le stade Mirandol, antre de l'Éveil dans les années 1960 et 1970

À partir de 1957, l'Éveil mendois, qui s'est transformé en club omnisports, évolue en Division d'Honneur du Sud-Est avant de retomber dans les divisions inférieures en 1962. Les années 1970 et 1980 donnent alors lieu à des derbys avec le Marvejols Sports situé à une vingtaine de kilomètres de Mende,. À partir de 1975, le complexe sportif du Chapitre est construit, l'Éveil quitte alors le vétuste stade Mirandol pour un nouveau stade au sein du complexe. Lors de la saison 1979-1980, la ligue du Sud-Est est scindée en deux, avec la création de la ligue Méditerranée et de la ligue Languedoc-Roussillon. Les deux clubs lozériens, l'Éveil Mendois et Marvejols Sports sont alors tous deux promus en Division d'Honneur Régionale de la seconde.

#### La coupe et la CFA 2 (1992-2004)
En 1992, le club, alors en Division d'Honneur Régionale, réussit son premier fait d'armes par l'intermédiaire de la coupe de France, en atteignant pour la première fois de son histoire le 8e tour de la compétition. Le 26 janvier 1992, le club se retrouve opposé au club de 2e division du FC Martigues. Après avoir résisté durant le temps réglementaire puis les prolongations (0-0), les joueurs de l'Éveil mendois finissent par s'incliner lors de la séance de tirs au but (3-4),. Dans la foulée, les verts et rouges, couleurs du club à l'époque, jouent les premiers rôles en championnat et parviennent à accéder en Division d'Honneur.
La saison 1996-1997 est à nouveau marquée par un bon parcours en coupe de France, qui se termine une nouvelle fois au 8e tour de la compétition, par une défaite face à l'ESA Brive, pensionnaire de National 2. Les jeunes ne sont pas en reste, puisqu'ils atteignent les 32e de finales de la Coupe Gambardella 1996-1997, où ils sont éliminés par l'OGC Nice six buts à zéro après prolongations, alors qu'il y avait zéro partout à la fin du temps réglementaire.
La coupe est à nouveau au rendez-vous en 1999, mais avec un petit peu plus de réussite. En effet, le club élimine l'US Revel, évoluant en Division d'Honneur Midi-Pyrénées au 8e tour et accède pour la première fois de son histoire aux 32e de finale de la Coupe de France. Le tirage au sort désigne l'AS Angoulême, qui évolue en National, comme adversaire. Cette rencontre qui se déroule par un temps neigeux le 24 janvier 1999, se solde par une défaite des locaux quatre buts à un. Cette saison se solde par une 9e place en Division d'Honneur pour le club. Mais l'élan est donné, et la saison suivante l'Éveil remporte le titre de champion du Languedoc-Roussillon, lui permettant d'atteindre pour la première fois de son histoire le Championnat de France amateur 2.
Lors de cette première saison à ce niveau, l’Éveil mendois se retrouve dans le groupe E, en compagnie notamment des équipes réserves de l'Olympique de Marseille, de l'AS Cannes et du Nîmes Olympique.
Le bilan à l'issue de cette première expérience est très encourageant, les mendois assurant assez tôt leur maintien et terminant à la 6e place (12 victoires, 8 nuls et 10 défaites). Cependant, le club ne parvient pas à rééditer cette performance la saison suivante et termine avant-dernier (15e sur 16) de ce même groupe E, accompagnant ainsi la réserve du Nîmes Olympique en Division d'Honneur.
Commence alors une longue période compliquée pour les mendois, jouant chaque année le maintien en Division d'Honneur sur les dernières rencontres, ces mauvais résultats étant accompagnés de difficultés financières, incitant les dirigeants à fusionner avec d'autres clubs du département[réf. nécessaire].

### L'Avenir Foot Lozère

#### Des débuts compliqués (2004-2012)
En 2004, l'Éveil mendois tente de fédérer les clubs des villages voisins, pour créer un club « Lozère », à l'image de ce qu'il s'est fait dans d'autres départements comme avec le Jura Sud Foot ou Croix de Savoie. Cela semble d'autant plus aisé que les clubs de Saint-Chély-d'Apcher et de Saint-Alban-sur-Limagnole dans le nord du département ont ouvert la voie quelques années auparavant, en fondant l'Entente Nord Lozère, ce qui a permis au club d'évoluer durant sept saisons en CFA 2.
Le projet peine cependant à fédérer, et l'Éveil ne fusionne finalement qu'avec un seul club, l'ASC Valdonnez fondé en 1977 qui évolue en Division d'Honneur Régionale, regroupant les villages de la vallée du Valdonnez, et jouant ses matchs à Saint-Bauzile. Le club change alors de nom et devient l'Avenir Foot Lozère et adopte les couleurs de la ville de Mende, le jaune et le bleu.
Le club dispute le championnat de Division d'Honneur du Languedoc-Roussillon, mais la dynamique attendue n'est pas au rendez-vous et à l'issue de la saison 2008-2009 l'AFL termine à la 13e place (sur 14) du championnat et est condamné à la relégation. S'appuyant alors principalement sur des jeunes issus des équipes juniors, le club tente de remonter rapidement, mais rate de peu la seule place qualificative pour la montée (4e en 2010, 3e en 2011 et 4e en 2012).
Entretemps, les jeunes de l'AFL réussissent en 2006-2007, un beau parcours en coupe Gambardella, en atteignant les 64e de finales où ils sont éliminés par l'AS Monaco six buts à zéro.

#### L'épopée en Coupe de France (2012-2013)
La saison 2012-2013 du club commence par un match amical entre une sélection lozérienne constituée principalement de joueur de l'AFL, face au tout récent champion de France, le Montpellier HSC qui effectue son stage de reprise en Lozère. Le score est sans appel (5-0), mais prépare au mieux l'équipe mendoise qui enchaine dix victoires consécutives en dix rencontres de championnat leur permettant d'être en tête de leur poule à la trêve hivernale.
Mais outre ses performances en championnat, l'AFL s'illustre surtout lors de cette saison en Coupe de France. Après les deux premiers tours de la compétition face à des équipes de Promotion de Première Division (Division 11) du district Gard-Lozère négociés facilement par les hommes de Stéphane Saurat, l'AFL enchaîne lors des tours suivant face à des équipes d'un calibre supérieur évoluant pour la plupart en Division d'Honneur (Division 6) avec notamment au 6e tour, un match très accroché face au Perpignan CFC pour atteindre le 7e tour, tour d'entrée des premiers clubs professionnels.
Les joueurs mendois ne tirent cependant pas le Nîmes Olympique, seule équipe professionnelle de la région entrée à ce tour, mais hérite d'un gros morceau, puisqu'ils doivent faire face à l'ES Uzès Pont du Gard qui est monté en National (Division 3) la saison précédente. C'est au terme d'un match plutôt fermé, que l'attaquant Fadil Gourmat trouve la faille à la 71e minute, permettant ainsi aux mendois de réaliser l'exploit d'éliminer un club évoluant quatre divisions au-dessus. Lors du tour suivant, les joueurs lozériens tirent un adversaire évoluant en CFA 2 (Division 5), le Limoges FC, qui n'en reste pas moins redoutable pour un club de DHR. Après avoir concédé l'ouverture du score dans le premier quart d'heure, les mendois réagissent rapidement grâce à deux buts, de Nicolas Brunel et de Jimmy Leterme, et rentrent au vestiaire avec l'avantage au tableau d'affichage. En seconde période, les joueurs limougeauds tentent le tout pour le tout et cèdent sur un contre et un nouveau but de Jimmy Leterme à la 83e minute. Malgré un retour en fin de match, l'AFL met un terme au suspense grâce à l'ancien international espoir sénégalais Ibrahima Diedhiou, servi par Fadil Gourmat, permettant au club de se qualifier pour les 32e de finale pour la deuxième fois de son histoire. À l'issue de ce tour, l'AFL est le premier lauréat du challenge Coups de Cœur.

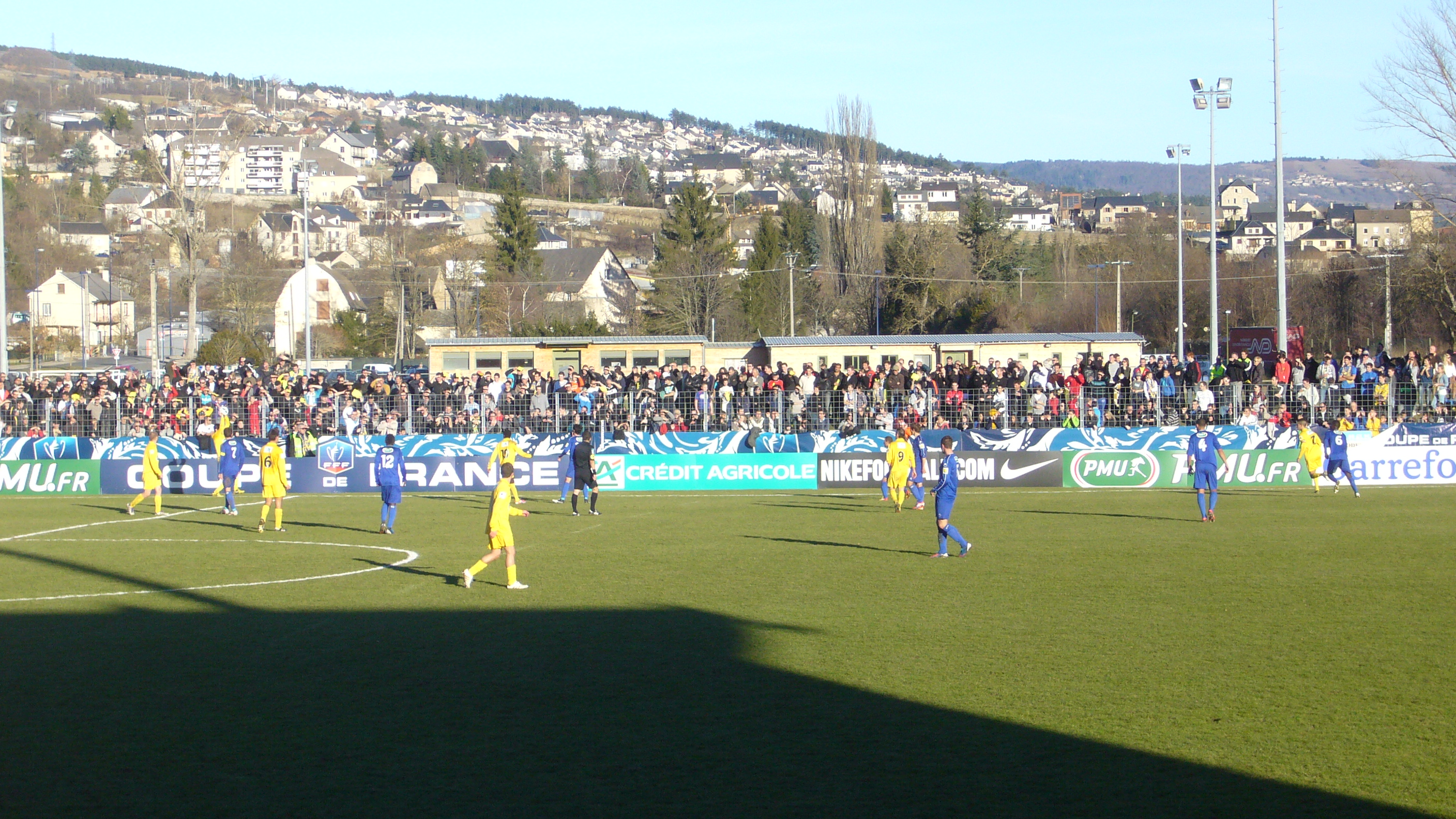
Le 32e de finale de la Coupe de France 2012-2013 entre l'AFL et l'AC Arles-Avignon.

Lors du tirage au sort qui a lieu à Reims pour l'entrée en lice des clubs de Ligue 1, le club lozérien qui espérait un club de l'élite se voit attribuer comme adversaire les professionnels de l'AC Arles-Avignon qui évolue en Ligue 2.

« On est un peu déçu, on aurait préféré Saint-Étienne ou Montpellier mais prendre une équipe pro à la maison, ce sera faire une nouvelle fois la fête ! »

— Franck Boutet, président du club.
La fête est d'ailleurs au rendez-vous, quant à la 18e minute, Brieuc Le Corvoisier adresse un centre pour Fadil Gourmat, qui tout seul au coin des six mètres ne laisse aucune chance à Naby-Moussa Yattara. Les Acéistes déjouent et à aucun moment ne semblent capables de remettre en cause la victoire mendoise, si bien que Fadil Gourmat vient punir en contre ses adversaires dans les arrêts de jeu pour tant d'imprécision,. Les mendois, en éliminant un club évoluant cinq divisions au-dessus de la leur, rejoignent ainsi le cercle très fermé des clubs de 7e division ou inférieure à atteindre les 16e de finale de la coupe, composé de l'AS Gardannais (1960), l'US Sanary-sur-Mer (1982), l'AS Évry (1986) et le FCE Schirrhein (2009). Cet exploit a un retentissement même au-delà des frontières, puisque la radio espagnole Marca (du même groupe que le quotidien sportif) a consacré un reportage au club puis s'est déplacé pour le match.

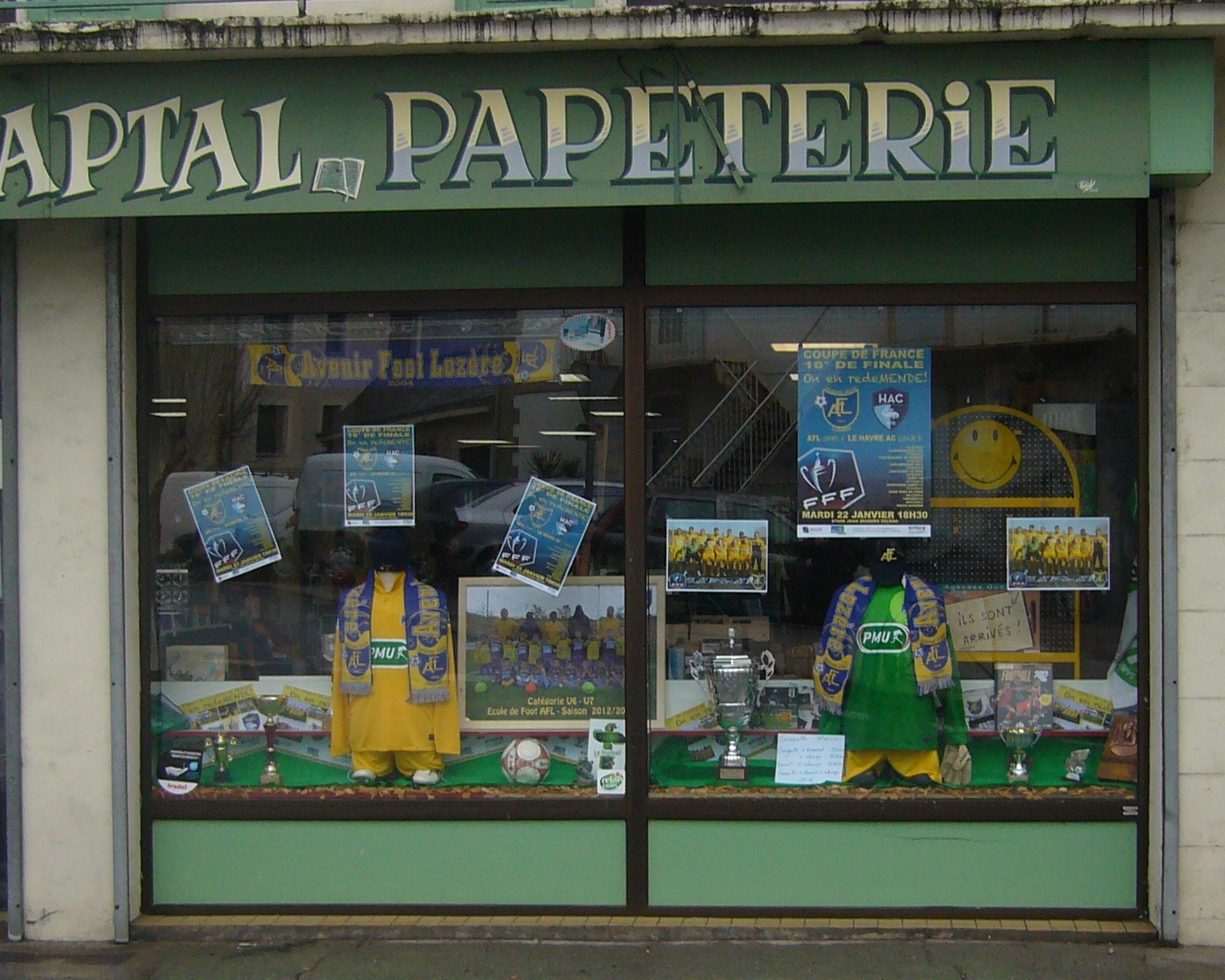
Une librairie mendoise aux couleurs du club avant le 16e de finale de la Coupe de France 2012-2013

Pour les 16e de finale, le club lozérien évite encore une fois les clubs de première division et se retrouve confronté au Havre AC, autre club de Ligue 2, qu'il affronte le mardi 22 janvier au stade Jean-Jacques Delmas homologué par la fédération pour ce niveau de la compétition devant plus de 4 000 personnes.

« C'est une grande satisfaction. On ne se voyait pas organiser ça ailleurs. La façon exemplaire dont s'est déroulé le match dimanche contre Arles-Avignon a joué en notre faveur. »

— Franck Boutet, président du club.
Le club doyen prends très au sérieux le match, ne voulant pas laisser passer l'occasion de retrouver un 8e de finale 18 ans après leur dernière participation à ce niveau. Les mendois réussissent cependant à tenir la dragée haute face à ce club évoluant 5 divisions au-dessus, les deux équipes se séparant sur un score nul et vierge à la mi-temps. Mais, profitant d'un moment de flottement à la suite d'un changement, les Havrais ouvrent le score à la 79e minute par l'intermédiaire d'Alexandre Bonnet. Les hommes de Stéphane Saurat craquent ensuite durant les dix dernières minutes, et encaissent deux nouveaux buts signés El Hadji Ba et Walid Mesloub (sur penalty). La performance des mendois est cependant soulignée, à commencer par leur adversaire du jour, pour avoir vaillamment résistés durant 80 minutes. Pour son parcours lors de cette coupe de France, l'AFL est désigné par la Fédération française de football petit poucet 2013 et récompensé en prélude de la finale au Stade de France.
La saison en championnat est également réussie, le club lozérien ne concédant que deux matches nuls en vingt-six journées de championnat. Le club termine meilleure attaque (70 buts marqués) et meilleure défense (20 buts encaissés) et remporte la finale de Division d'Honneur Régionale contre le CO Castelnaudaray (1er de l'autre groupe), sur le score sans appel de cinq buts à zéro, décrochant ainsi le titre de champion de cette division.

#### Montée en Division d'Honneur puis en CFA 2 (Depuis 2013)

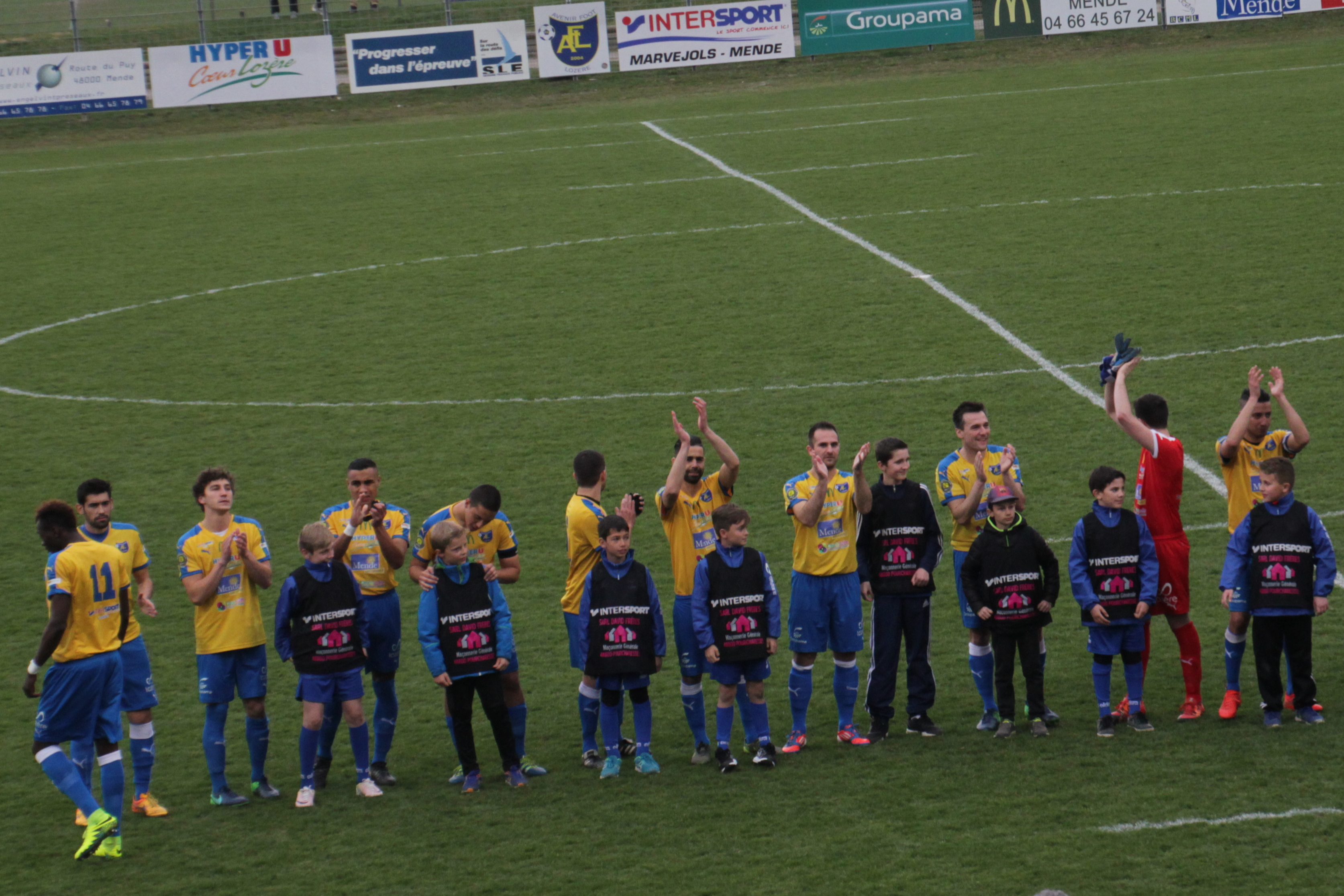
L'équipe en 2016-2017, match de CFA 2 contre la réserve du SC Bastia

Pour son retour en  Division d'Honneur, l'AFL réalise une saison honorable. Le championnat est survolé par l'AS Fabrègues, mais l'équipe mendoise reste longtemps au contact du podium, assurant ainsi son maintien assez tôt dans la saison. Le club finit 4e, après avoir également fait un bon parcours en Coupe de France en atteignant le 7e tour après sa victoire contre le RCO Agathois, pourtant pensionnaire de CFA 2. Au 7e tour, l'AFL est cependant éliminé par l'AS Lyon-Duchère, en ayant poussé les joueurs de CFA jusqu'au bout de la prolongation. Autre satisfaction, l'équipe réserve obtient la montée en Division d'Honneur Régionale, l'échelon immédiatement inférieur à celui de l'équipe première. Lors de la saison suivante, les Mendois échouent à la deuxième place de la compétition, laissant la montée à l'ES Paulhan-Pézenas à la différence particulière de but, mais cette règle parfois cruelle tourne à leur avantage la saison suivante, puisque les hommes de Christian Mattiello remporte le titre de champion du Languedoc-Roussillon en 2016 et retrouvent le CFA 2 quinze ans après leur dernière apparition à ce niveau.
Pour son retour en CFA 2, l'AFL est inclus dans un groupe composé d'équipes des ligues d'Auvergne, du Rhône-Alpes et de Corse, ainsi que du SU Divaise (Normandie). Après une première partie de saison mitigée, l'équipe finit la saison très fort au point de pouvoir jouer la montée lors du dernier match. Les mendois terminent finalement cette première saison à la troisième place, derrière l'AS Saint-Priest et la réserve de l'AS Saint-Étienne.
Lors de la saison 2018-2019, les Mendois qui évoluent en National 3, réalisent un parcours honorable en coupe de France leur permettant d'accueillir pour la troisième fois de leur histoire un club professionnel au stade Jean-Jacques-Delmas. Malgré une belle résistance des locaux, le Red Star FC s'impose trois buts à deux lors de ce 7e tour de la compétition.

## Identité
Le nom du club a subi peu de changements majeurs au cours de son histoire, initialement Éveil mendois football, il devient Éveil Mende Lozère en 2002 avant d'adopter le nom d'Avenir Foot Lozère en 2004 lors de la fusion du club mendois avec l'ASC Valdonnez.
| \| \| \| \| \| \| \| \| \| Éveil mendois football (1920-2002) \| \| \| \| \| \| \| \| \| \| \| \| \| \| \| \| \| \| \| \| \| \| \| \| \| \| \| \| \| \| \| \| \| \| \| \| \| \| \| \| \| \| \| \| \| \| \| \| \| \| ASC Valdonnez (1977-2004) \| ASC Valdonnez (1977-2004) \| ASC Valdonnez (1977-2004) \| ASC Valdonnez (1977-2004) \| ASC Valdonnez (1977-2004) \| ASC Valdonnez (1977-2004) \| \| \| Éveil Mende Lozère (2002-2004) \| Éveil Mende Lozère (2002-2004) \| Éveil Mende Lozère (2002-2004) \| Éveil Mende Lozère (2002-2004) \| Éveil Mende Lozère (2002-2004) \| Éveil Mende Lozère (2002-2004) \| \| \| \| \| \| \| \| \| \| \| \| \| \| \| \| ASC Valdonnez (1977-2004) \| ASC Valdonnez (1977-2004) \| ASC Valdonnez (1977-2004) \| ASC Valdonnez (1977-2004) \| ASC Valdonnez (1977-2004) \| ASC Valdonnez (1977-2004) \| \| \| Éveil Mende Lozère (2002-2004) \| Éveil Mende Lozère (2002-2004) \| Éveil Mende Lozère (2002-2004) \| Éveil Mende Lozère (2002-2004) \| Éveil Mende Lozère (2002-2004) \| Éveil Mende Lozère (2002-2004) \| \| \| \| \| \| \| \| \| \| \| \| \| \| \| \| \| \| \| \| \| \| \| \| \| \| \| \| \| \| \| \| \| \| \| \| \| \| \| \| \| \| \| \| \| \| \| \| \| \| \| \| \| Avenir Foot Lozère (2004-Aujourd'hui) \| \| \| \| \| \| \| \| \| \| \| \| \| \| \| \| \| \| \| \| |                           |                           |                           |                           |                           |  |  |                                       |                                |                                |                                |                                |                                |  |  |  |  |  |  |  |  |  |  |  |  |  |  |
| |                           |                           |                           |                           |                           |  |  | Éveil mendois football (1920-2002)    |                                |                                |                                |                                |                                |  |  |  |  |  |  |  |  |  |  |  |  |  |  |
| |                           |                           |                           |                           |                           |  |  |                                       |                                |                                |                                |                                |                                |  |  |  |  |  |  |  |  |  |  |  |  |  |  |
| ASC Valdonnez (1977-2004) | ASC Valdonnez (1977-2004) | ASC Valdonnez (1977-2004) | ASC Valdonnez (1977-2004) | ASC Valdonnez (1977-2004) | ASC Valdonnez (1977-2004) |  |  | Éveil Mende Lozère (2002-2004)        | Éveil Mende Lozère (2002-2004) | Éveil Mende Lozère (2002-2004) | Éveil Mende Lozère (2002-2004) | Éveil Mende Lozère (2002-2004) | Éveil Mende Lozère (2002-2004) |  |  |  |  |  |  |  |  |  |  |  |  |  |  |
| ASC Valdonnez (1977-2004) | ASC Valdonnez (1977-2004) | ASC Valdonnez (1977-2004) | ASC Valdonnez (1977-2004) | ASC Valdonnez (1977-2004) | ASC Valdonnez (1977-2004) |  |  | Éveil Mende Lozère (2002-2004)        | Éveil Mende Lozère (2002-2004) | Éveil Mende Lozère (2002-2004) | Éveil Mende Lozère (2002-2004) | Éveil Mende Lozère (2002-2004) | Éveil Mende Lozère (2002-2004) |  |  |  |  |  |  |  |  |  |  |  |  |  |  |
| |                           |                           |                           |                           |                           |  |  |                                       |                                |                                |                                |                                |                                |  |  |  |  |  |  |  |  |  |  |  |  |  |  |
| |                           |                           |                           |                           |                           |  |  | Avenir Foot Lozère (2004-Aujourd'hui) |                                |                                |                                |                                |                                |  |  |  |  |  |  |  |  |  |  |  |  |  |  |

## Palmarès
À l'issue de la saison 2017-2018, l'Avenir Foot Lozère totalise 4 participations en CFA 2/National 3, le plus haut niveau atteint par le club. Le club a également participé à au moins 12 éditions de la coupe de France.
Le tableau ci-dessous récapitule tous les matchs officiels connus et disputés par le club mendois dans les différentes compétitions nationales à l'issue de la saison 2017-2018 :
| Championnats | Saisons | Titres | J   | G  | N  | P  | Bp  | Bc  | Diff |
| CFA 2        | 4       | 0      | 112 | 41 | 30 | 41 | 160 | 156 | +4   |

| Compétitions nationales | Compétitions régionales |
| - Coupe de France - Meilleure performance : 1/16e de finaliste en 2012-2013 - CFA 2/N3 - Meilleure performance : 3e (Gr. F) en 2016-2017 | - Division d'Honneur du Languedoc-Roussillon (2 titres) - Champion : 2000, 2016 - Coupe région Languedoc-Roussillon - Finaliste : 2014, 2016 - Coupe Gard-Lozère (3 titres) - Vainqueur : 1996, 2012, 2017 |

## Stades
| \| Complexe sportif Jean-Jacques Delmas Complexe sportif du causse d'Auge \| Emplacement des différents · stades à Mende. |
| Complexe sportif Jean-Jacques Delmas Complexe sportif du causse d'Auge                                                    |

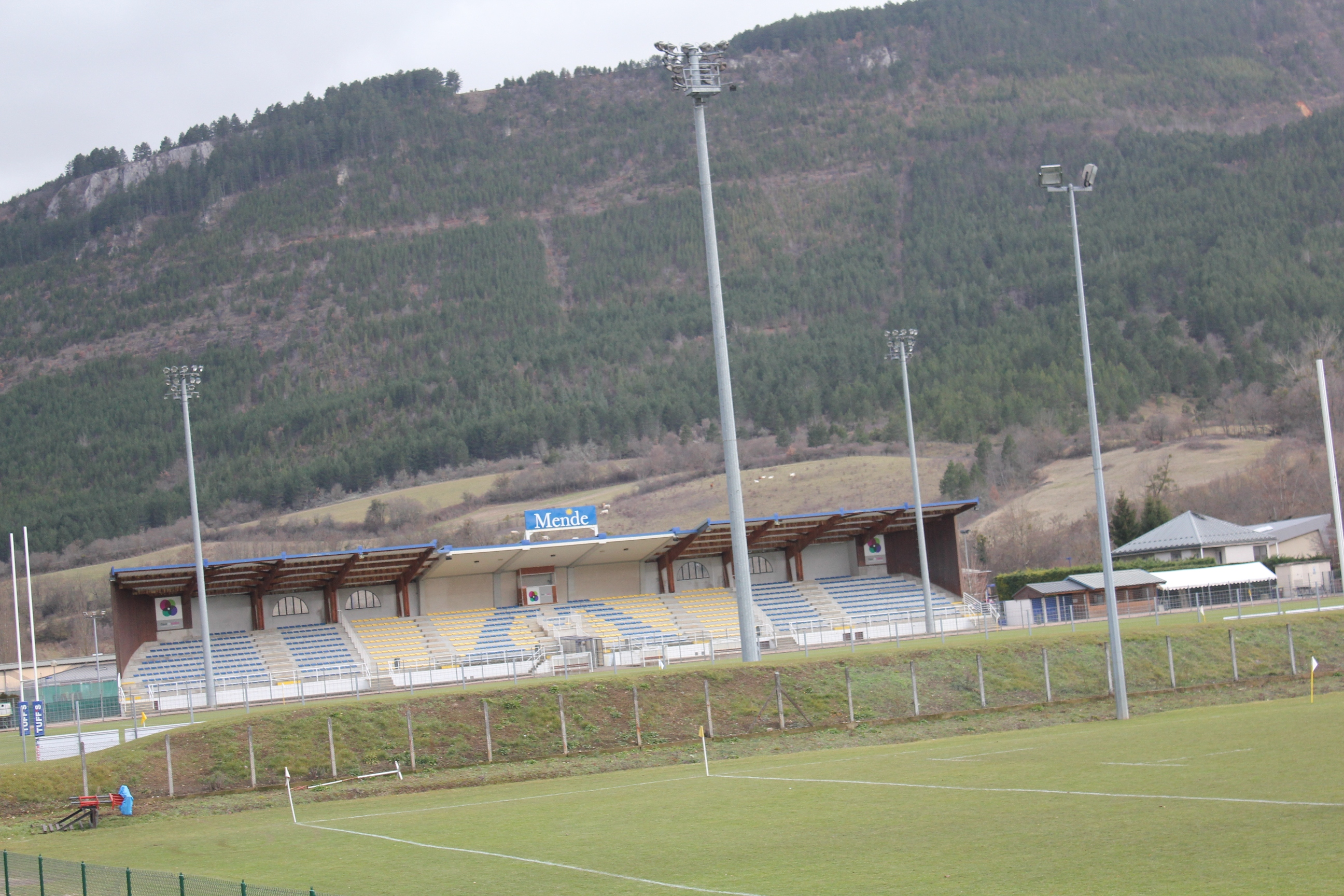
Le stade Jean-Jacques Delmas

L'Avenir Foot Lozère évolue principalement sur le stade d'honneur du complexe sportif du Chapitre à Mende qui prend, en 2010, le nom de complexe Jean-Jacques Delmas du nom de l'ancien maire de Mende (1993-2008), mort en cette année 2010,.
Le stade, dont la tribune a été agrandie à l'occasion des Jeux méditerranéens 1993, a une capacité de 1500 places assises dans une unique tribune. Les spectateurs ont aussi accès au pourtour du terrain et à une butte dressée en face de la tribune. Le record d'affluence a été établi le 22 janvier 2013 lors du match de 16e de finale de coupe de France contre Le Havre AC avec 4 000 personnes.
En plus du stade du chapitre, les différentes équipes de l'AFL peuvent évoluer au stade Saint-Bauzille (ancien stade de l'ASC Valdonnez) qui possède une tribune de 300 places environ, ou encore sur les différents terrains du complexe sportif du causse d'Auge, sur les hauteurs de Mende.

## Joueurs et personnalités

### Joueurs
Joueurs ayant marqués l'histoire du club
- Jacques Pradier[51]
- Destin Onka
- Antoine Bothorel[Note 4]
- Julien Titi-Guei[52]

Joueurs professionnels étant passés par le club mendois
- Bilel Mohsni[53],[54] (2006-2007)
- David Merdy (2010-2011)
- Ali Nechad[55] (2001-2002)

### Entraîneurs et présidents
Il y a eu plusieurs présidents à la tête du club depuis sa création. Le club a connu également plusieurs entraîneur qui se sont succédé tout au long de ces années.
| Rang | Nom                        | Période                |  |
| ---- | -------------------------- | ---------------------- |  |
|      | André Thuillier            | 1955-1956              |  |
|      | Ruiz                       | 1956-1957              |  |
|      | Sabatier                   | 1957-1958              |  |
|      | Galinié                    | 1958-1959              |  |
|      | Palpacuer                  | 1958-1959              |  |
|      | Lechner                    | 1959-1962              |  |
|      | Leonard                    | 1962-1963              |  |
|      | Henri Fernandez            | 1963-1970              |  |
|      | F. Jaffuel                 | 1970-1971              |  |
|      | Schwager                   | 1972-1975              |  |
|      | Paco Vicente               | 1975-1978              |  |
|      | Messaour                   | 1978-1980              |  |
|      | Christian Jaffuel          | 1980-1982              |  |
|      | Jaffuel                    | 1982-1984              |  |
|      | Robert                     | 1984-1986              |  |
|      | Bernadot                   | 1986-1988              |  |
|      | Robert                     | 1988-1989              |  |
|      | Mar                        | 1989-1990              |  |
|      | Daudé                      | 1991-1992              |  |
|      | Daudé et Dominique Monteil | 1992-1993              |  |
|      | Francis Bizot              | 1993-1995              |  |
|      | Charrier                   | 1995-1996              |  |
|      | Thierry Turquet            | 1996-1999              |  |
|      | Aurejac                    | 1998-1999              |  |
|      | Franck N'Dioro             | 1999-2002              |  |
|      | Maurice Bouquet            | 2002-2004              |  |
|      | Raphaël Reynaud            | 2004-2007              |  |
|      | Stéphane Saurat            | 2008-2009              |  |
|      | David Merdy                | 2010-2011              |  |
|      | Stéphane Saurat            | 2011-2015              |  |
|      | Christian Matiello         | 2015-Jan. 2016         |  |
|      | Yohann Febrer              | Jan. 2016-2018         |  |
|      | Franco Vignola             | 2018- Oct 2019         |  |
|      | Atita Diompy               | Oct 2019- juillet 2020 |  |
|      | Maxime Teissier            | depuis Juillet 2020    |  |

| Rang | Nom                                  | Période     |  |  |  |
| ---- | ------------------------------------ | ----------- |  |  |  |
|      | René Peytavin                        | 1937-....   |  |  |  |
|      | ...                                  |             |  |  |  |
|      | Robert                               | ....-1958   |  |  |  |
|      | Marcel Crouzet                       | 1958-1963   |  |  |  |
|      | Robert                               | 1963-1969   |  |  |  |
|      | Robert et Thomas                     | 1969-1970   |  |  |  |
|      | Brajon                               | 1970-1975   |  |  |  |
|      | Rousseau                             | 1975-1977   |  |  |  |
|      | Liautard                             | 1977-1980   |  |  |  |
|      | Brajon                               | 1980-1982   |  |  |  |
|      | Jean Valentin                        | 1982-1990   |  |  |  |
|      | Jean Crespin                         | 1990-1995   |  |  |  |
|      | Guy Terrisse                         | 1995-1996   |  |  |  |
|      | Pedro                                | 1996-1998   |  |  |  |
|      | Lucien Trébuchon                     | 1998-2001   |  |  |  |
|      | Louis Bonnal                         | 2001-2003   |  |  |  |
|      | Franck Boutet                        | 2012-2014   |  |  |  |
|      | Gérard Bonnefoy                      | 2014-2015   |  |  |  |
|      | Philippe Lauraire                    | 2015-2017   |  |  |  |
|      | Philippe Lauraire et Daniel Teissier | 2017-2020   |  |  |  |
|      | Daniel Teissier et Vladimir Petkovic | 2020-2021   |  |  |  |
|      | Vladimir Petkovic                    | 2021-2022   |  |  |  |
|      | Fabien Bernard et William Dalle      | Depuis 2022 |  |  |  |

### Autres équipes
La première équipe réserve du club évolue en Division d'Honneur Régionale, alors que la seconde équipe réserve évolue elle au niveau de Promotion de première division de la Lozère. Dans les niveaux jeunes, seuls les moins de 19 ans évoluent au niveau régional, alors que les autres sections évoluent toutes au niveau départemental.
Pendant plusieurs années, l'AFL possédait une section féminine évoluant en championnat régional et départemental. La section s'est ensuite associée à deux autres clubs, l'AS Badaroux et le Marvejols Sport, pour former l'Entente Féminine Gévaudanaise.
Pour la saison 2015-2016, l'entente se resserre autour des deux clubs de l'AFL et de l'AS Badaroux sous le nom d'Entente Cœur Lozère AFL-ASB. Lors de la saison 2016-2017, l'équipe quitte le giron départemental et tente sa chance en Division d'Honneur régionale du Languedoc-Roussillon (2e échelon régional).
La section féminine de l'AFL a notamment formé Ludivine Coulomb qui a évolué jusqu'en décembre 2013 en première division avec l'AS Saint-Étienne, puis a rejoint Le Puy Foot en deuxième division avant de mettre un terme à sa carrière à la fin de la saison 2015-2016.

### Partenariats et ententes avec d'autres clubs
Au niveau local, l'Avenir Foot Lozère a mis en place un entente avec le club voisin de l'AS Badaroux au niveau de l'équipe senior féminine (Entente Cœur Lozère).
Au niveau national, l'AFL a été partenaire de l'Olympique de Marseille pour la mise en place des "stages OM" organisés sur Mende pour les catégories jeunes.
L'AFL entretien de bonnes relations avec le Montpellier HSC qui organise chaque année son stage de pré-saison à Mende. C'est, en général, l'occasion d'un match amical entre les montpelliérains et une équipe composée de joueurs de l'AFL ou d'une sélection de joueurs lozériens. Durant la décennie 2010, d'autres clubs professionnels organisent des stages de pré-saison au sein des infrastructures de l'AFL (Clermont Foot, GS Consolat, Istres FC, etc).
Enfin, au niveau international, l'AFL soutient, depuis le printemps 2017, le développement du club des Leones de Carcelén (quartier de Quito, capitale de l'Équateur) via un accord de coopération entre le club mendois et l'Academia da Encarnacao,.